# Abd-al-Aziz ibn Hàtim al-Bahilí
Abd-al-Aziz ibn Hàtim al-Bahilí fou governador o ostikan d'Armenia (706-709) durant el califat de Muàwiya I. Apareix a les fonts sota aquest nom, però també hi apareix a les mateixes dates un Abd-Al·lah ibn Hàtim al-Bahilí. No és clar si eren el mateix personatge o eren dos germans actuant simultàniament.
Ghevond diu que era sord i versat en ciències humanes. Va reconstruir les muralles de la ciutat de Dvin, fent altres reconstruccions a Naxçıvan i Partav.